# Gnophos sprongeri
Gnophos sprongeri är en fjärilsart som beskrevs av Eugen Wehrli 1951. Gnophos sprongeri ingår i släktet Gnophos och familjen mätare. Inga underarter finns listade i Catalogue of Life.